# 31 mai (calendar ortodox)
31 mai în calendarul ortodox:

## Sfinți
- pomenirea sfântului mucenic Ermie (din Comana)
- pomenirea vrăjitorului, care a dat otravă sfântului Ermie, crezând în Mântuitorul Iisus Hristos și care de sabie s-a săvârșit
- pomenirea sfinților cinci mucenici cei din Ascalon, care s-au săvârșit fiind târâți pe pământ
- pomenirea sfinților mucenici Eusebie și Haralambie, care de foc s-au săvârșit

## Evenimente
- 339 - a fost sfințită Biserica Nașterii Domnului (Betleem), a cărei construcție a fost inițiată de Sfânta Elena și continuată de Sf. Împărat Constantin cel Mare
- 1875: IPS Calinic Miclescu a fost ales mitropolit primat al României
- 1892 - arhiereul Inochentie Ploieșteanul, vicarul Mitropoliei Ungrovlahiei, a sfințit Biserica ortodoxă română din Paris.